# Lijst van oppervlaktekenmerken op Mars
Dit is een lijst van oppervlaktekenmerken en landschappen op de planeet Mars.
- Alba Patera, oude vulkaan bij de evenaar, 2 km hoog
- Aram Chaos, gebied rond (2.6°N, 21.5°W) met chaotisch terrein, oude verweerde inslagkrater
- Ares vallis, vallei mogelijk door stromende vloeistof uitgesleten
- Arabia Terra, hoogland bij de evenaar op het noordelijk halfrond
- Ascraeus Mons, oude vulkaan bij de evenaar, 18,2 km hoog
- Arsia Mons, oude vulkaan bij de evenaar, 17,8 km hoog
- Bakhuysen, krater (coördinaten 345W,22S) met dendritische geulen in kraterrand
- Cerberus Fossae
- Crommelin, krater
- Cydonia, vlakte met tafelbergen, onder meer het zogenaamde gezicht op Mars Cydonia Mensa
- Elysium Mons, relatief kleine vulkaan met oude lavaflanken
- Flammarion, inslagkrater
- Gale, inslagkrater
- Galle, inslagkrater
- Gusev, krater en landingsplaats van het wagentje Spirit
- Hellas Bassin, inslagkrater van 2300 km doorsnee
- Hesperia
- Huygens, inslagkrater
- Isidis Planitia, vlakte
- Jezero, inslagkrater
- Ma'adim Vallis, canyon
- Valles Marineris, diepe canyon van 4000 km lang
- Marthe Vallis
- Meridiani Planum, vlakte
- Nanedi Vallis
- Nirgal Vallis, geulsysteem met ribbels door ondergronds smeltwater (?)
- Noachis Terra, continent op het zuidelijk halfrond
- Noctis Labyrinthus, ingewikkeld breukgebied met aardverschuivingen
- Olympus Mons, oude vulkaan bij de evenaar, 21 km hoog
- Pavonis Mons, oude vulkaan bij de evenaar, 14,1 km hoog
- Promethei Terra, hoogland met veel kraters op het zuidelijk halfrond
- Schiaparelli, inslagkrater
- Syrtis Major, gebied met verweerd rood-bruin basalt. Soms blauwig vanwege cirrus-bewolking. Ondergrond bestaat waarschijnlijk uit vulkanische kegel met dubbele caldera op de top.
- Terra Meridiani, gebied rond (0W, 0S), vandaar de naam. Landingsplaats van robotwagentje Opportunity. Hier werd hematiet gevonden.
- Terra Tyrrhena, oude vlakte (240W, 15S) met kraters, duinen en windstrepen. De wind verandert het uiterlijk van het oppervlak voortdurend.
- Tharsis, enorm vulkanisch plateau
- Utopia Planitia, noordelijke woestijn
- Vastitas Borealis, laag gebied bij de Noordpool. Een oude drooggevallen oceaan?
- Victoria, krater